# Straßburg (Hückeswagen)

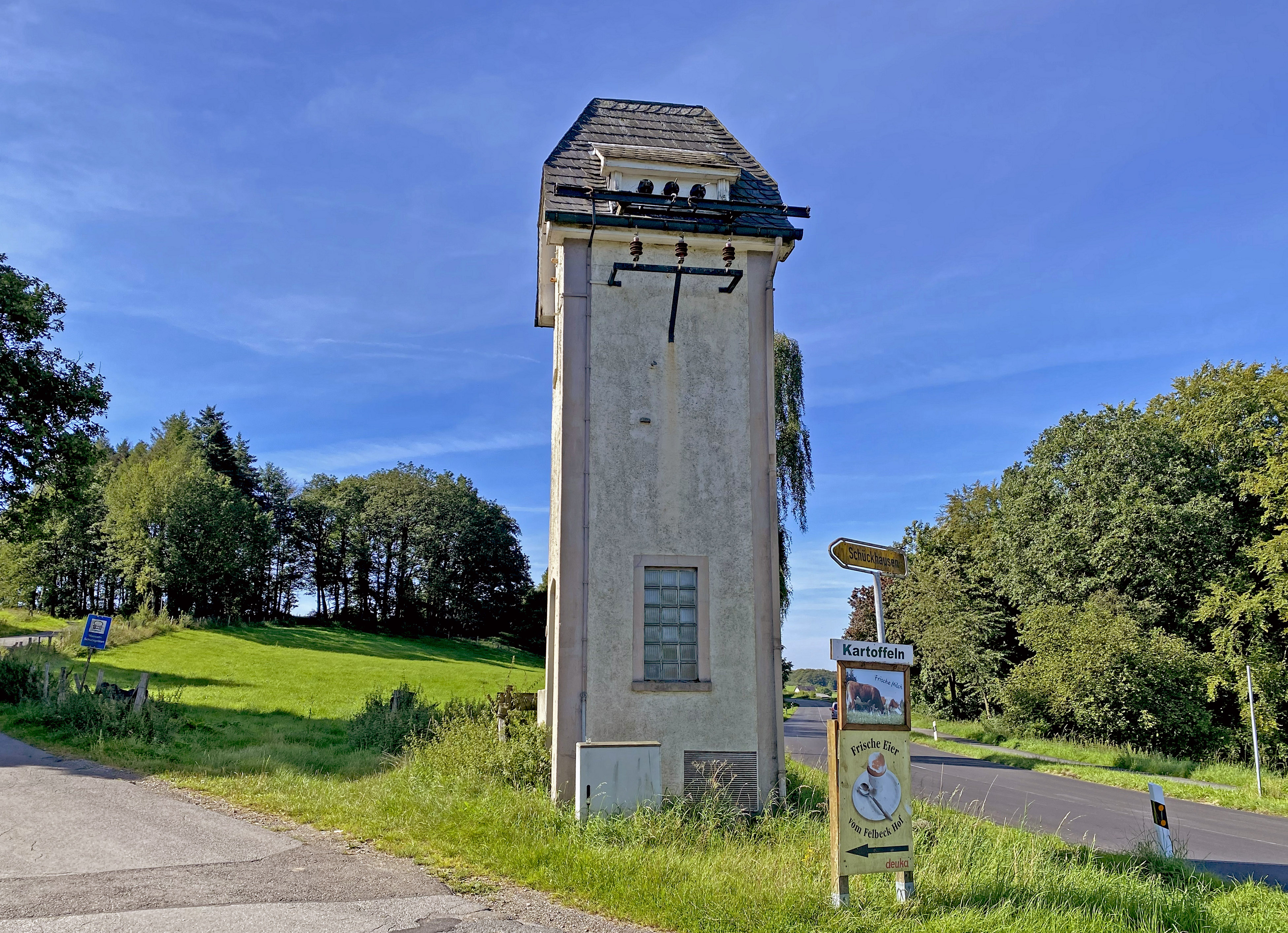
Transformatorenhäuschen (1912) – Abzweigung nach Schückhausen

Straßburg ist ein Wohnplatz in Hückeswagen im Oberbergischen Kreis im Regierungsbezirk Köln in Nordrhein-Westfalen.

## Lage und Verkehrsanbindung
Straßburg liegt im südwestlichen Hückeswagen an der Landesstraße L68 nahe Straßweg. Weitere Nachbarorte sind Kotthausen, Bockhacken, Schückhausen und Wickesberg.
Der Ort liegt auf der Wasserscheide zwischen den Einzugsgebieten der Kleinen Dhünn und dem Purder Bach.

## Geschichte
1815/16 lebten sechs Einwohner im Ort. Straßburg gehörte 1832 der Großen Honschaft an, die ein Teil der Hückeswagener Außenbürgerschaft innerhalb der Bürgermeisterei Hückeswagen war. Der laut der Statistik und Topographie des Regierungsbezirks Düsseldorf als Weiler kategorisierte Ort besaß zu dieser Zeit ein Wohnhaus und ein landwirtschaftliches Gebäude. Zu dieser Zeit lebten sechs Einwohner im Ort, allesamt evangelischen Glaubens.
Im Gemeindelexikon für die Provinz Rheinland werden für 1885 ein Wohnhaus mit sieben Einwohnern angegeben. Der Ort gehörte zu dieser Zeit zur Landgemeinde Neuhückeswagen innerhalb des Kreises Lennep. 1895 besitzt der Ort ein Wohnhaus mit vier Einwohnern, 1905 ein Wohnhaus und keinen Einwohner.